# Apocalipsă zombi

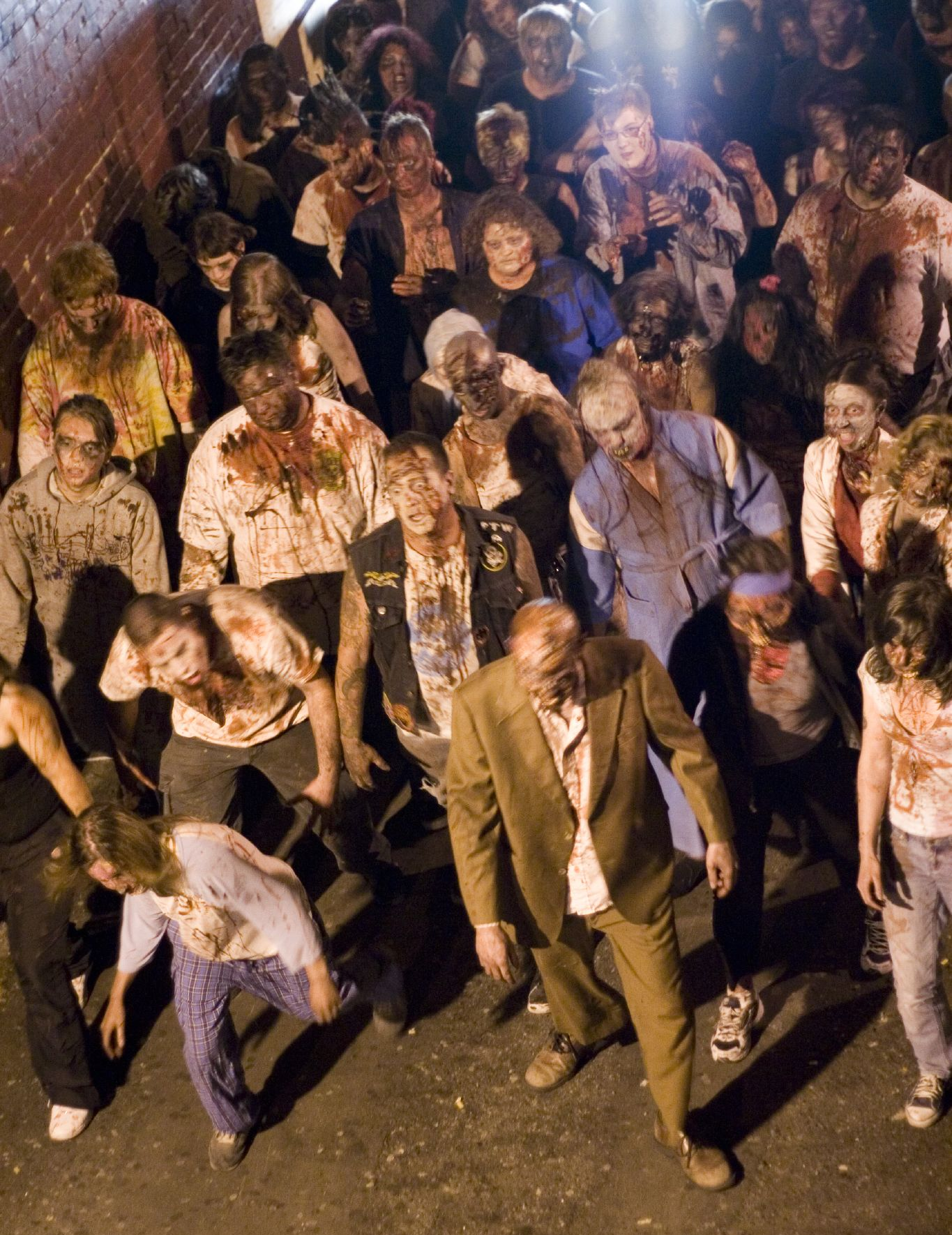
Un grup de actori îmbrăcați în zombi pentru un film

Apocalipsa zombi este un scenariu fictiv din literatură, filme, televiziune, jocuri video care implică un colaps al societății din cauza transformării majorității oamenilor în zombi.
În unele povestiri, victimele zombilor pot deveni ei înșiși zombi dacă sunt mușcați de zombi sau dacă un virus care creează zombi se răspândește prin aer, sexual sau prin apă; în alte povestiri, toți cei care mor, indiferent de cauză, devin unul dintre nemorți. 
În unele cazuri, organismele parazite pot cauza zombificare prin uciderea gazdelor și reanimarea cadavrelor. În cel de-al doilea scenariu, zombii îi atacă pe cei vii și mușcătura lor provoacă o infecție care ucide. 
În oricare dintre scenarii, acest lucru face ca focarul să devină o criză în creștere exponențială: răspândirea „pandemiei zombi” dau peste cap activitatea organizațiilor de aplicare a legii, serviciile militare și de sănătate, ceea ce duce la prăbușirea în panică a societății civile până când rămân doar buzunare izolate de supraviețuitori. Serviciile de bază, cum ar fi alimentarea cu apă, alimente și energie electrică, sau transmisiile mass-media principale, încetează să mai existe, iar guvernul național al țărilor afectate se prăbușește sau se ascunde. Supraviețuitorii încep, de regulă, să caute hrană, arme și alte produse într-o lume redusă la o sălbăticie ostilă pre-industrială. De obicei, există o „zonă sigură” în care cei neinfectați pot căuta refugiu și pot începe o nouă eră.

## Genuri

### Literatură
O primă lucrare care a inspirat genul a fost romanul lui Richard Matheson Sunt o legendă (1954), care a prezentat un singur supraviețuitor pe nume Robert Neville, purtând un război împotriva unei populații umane transformate în vampiri. Romanul a fost adaptat de mai multe ori, ca de exemplu The Last Man on Earth (1964), cu Vincent Price, și Omul Omega (1971), în rolul principal Charlton Heston. O versiune pentru cinematografie din 2007, intitulată Legenda vie,  cu Will Smith, are loc într-un cadru mai contemporan. George A. Romero a dezvoltat  ideea filmului său apocaliptic Night of the Living Dead (1968) de la Matheson, dar vampirii au fost înlocuiți cu ghouls, identificați după premieră ca zombi.

### Subtext tematic
Povestea unei apocalipse zombi are conexiuni puternice cu peisajul social turbulent al Statelor Unite în anii 1960, când inițiatorul acestui gen, filmul Noaptea morților vii, a fost creat pentru prima dată. Mulți consideră, de asemenea, că apocalipsa zombi le permite oamenilor să facă față propriei anxietăți cu privire la sfârșitul lumii. Kim Paffenroth observă că „mai mult decât oricare alt monstru, zombii sunt pe deplin și literalmente apocaliptici ... ei semnalează sfârșitul lumii așa cum am cunoscut-o”. 

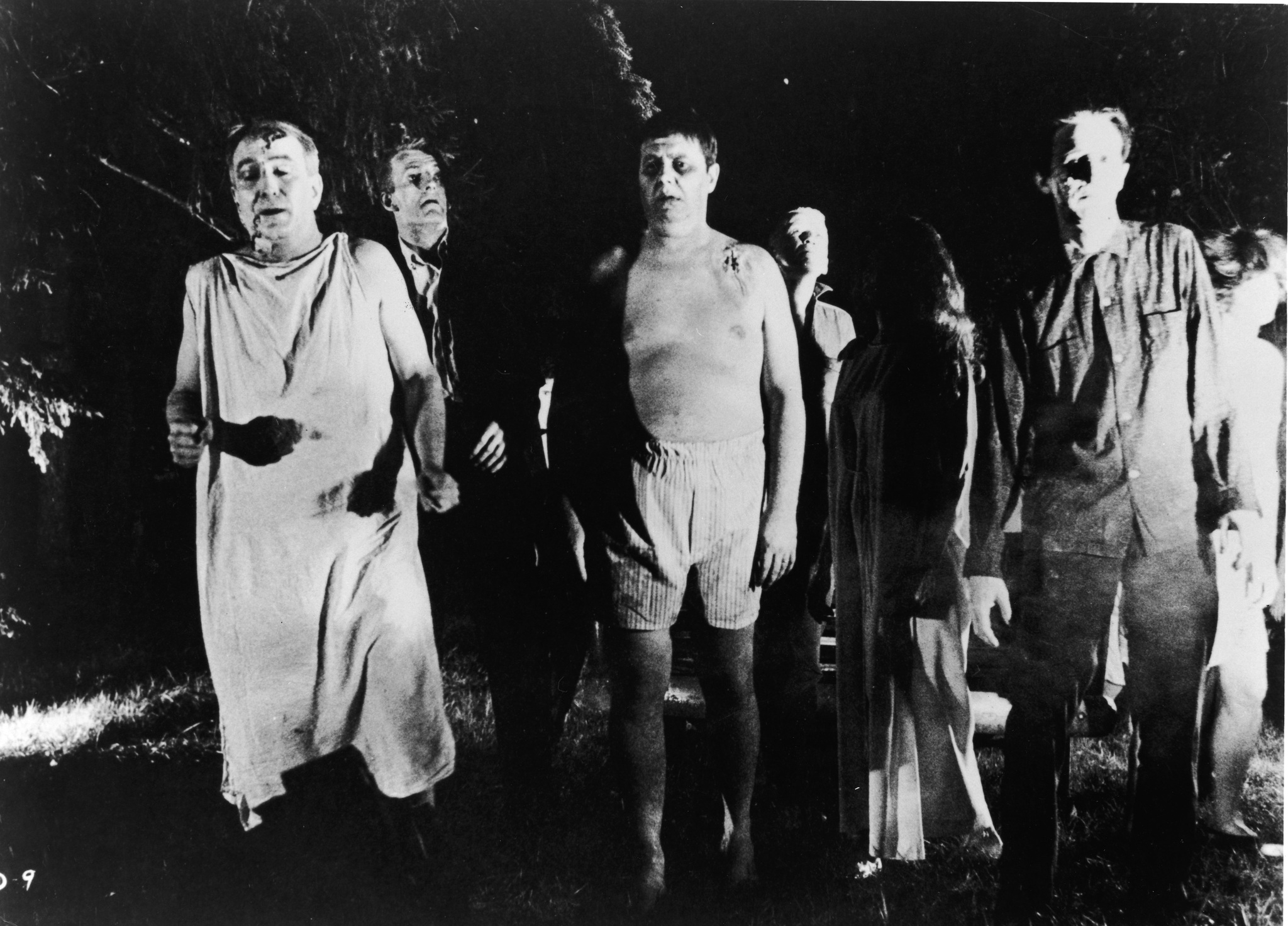
Night of the Living Dead a stabilit cele mai multe dintre caracteristicile asociate genului, inclusiv comportamentul neinteligent, dar neobosit, al zombilor.

### Elemente ale narațiunii
Există mai multe teme și caracteristici comune care creează o apocalipsă zombi: 
1. Contactele inițiale cu zombii sunt extrem de traumatizante, provocând șoc, panică, neîncredere și eventual negare, împiedicând capacitatea supraviețuitorilor de a face față întâlnirilor ostile.[11]
2. Răspunsul autorităților la amenințare este mai lent decât ritmul său de creștere, oferind pandemiei zombi timp să se extindă dincolo de posibilitatea de a o controla. Aceasta duce la prăbușirea societății în panică. Zombii preiau controlul deplin în timp ce grupuri mici de persoane vii trebuie să lupte pentru supraviețuirea lor.

Povestirile urmează, de obicei, un singur grup de supraviețuitori, prinși în apariția bruscă a crizei. Narațiunea progresează, în general, de la debutul pandemiei zombi, apoi încercările inițiale de a solicita ajutorul autorităților, eșecul acestor autorități, până la prăbușirea bruscă catastrofală a întregii organizații la scară largă și încercările ulterioare ale personajelor de a supraviețui pe cont propriu. Astfel de povestiri sunt adesea concentrate pe modul în care personajele lor reacționează la o catastrofă extremă și modul în care personalitățile lor sunt schimbate de stres, acționând adesea pe motivații mai primare (frică, autoconservare) decât ar face-o în viața normală. 
În general, zombii în aceste situații sunt genul lent, greoi și neinteligibil, pentru prima dată popularizat în filmul din 1968 Night of the Living Dead. Totuși,  în filmele create în anii 2000 au apărut zombii mai agili, vicioși, inteligenți și mai puternici decât tradiționalul zombi. În multe cazuri de zombii „rapizi”, creatorii folosesc oameni vii infectați cu un agent patogen (ca în După 28 de zile, Zombieland și Left 4 Dead), în loc de cadavre reanimate, pentru a evita „mersul lent al morții” din varietatea Romero de zombi. 
În plus, tipuri de zombii „speciali” pot fi de asemenea incluse, în funcție de gen, fie ca mutații neașteptate sau clase superioare în comparație cu cei standard, care posedă abilități speciale sau sporite, cum ar fi forța, viteza sau ferocitatea, așa cum apar în jocurile video precum Half-Life 2 și The Last of Us.

## Recepție

### Cercetare academică
Conform unei analize epidemiologice a Universității Carleton și a Universității din Ottawa din 2009, un focar zombie chiar și din cei lenți ca în Living Dead „este probabil să conducă la prăbușirea civilizației, dacă nu este tratat rapid”. Pe baza modelării lor matematice, autorii au ajuns la concluzia că strategiile ofensive erau mult mai fiabile decât strategiile de carantină, datorită diferitelor riscuri care pot compromite o carantină. Ei au descoperit, de asemenea, că descoperirea unui leac ar lăsa doar câțiva oameni în viață, deoarece acest lucru ar avea efect minim pentru a încetini rata infecției. 
În plus, s-a stabilit că rezultatul cel mai probabil pe termen lung al unui astfel de focar ar fi extincția esențială a oamenilor: deoarece populația umană globală fie cedează în fața epidemiei, fiind uciși de zombii existenți, fie se confruntă cu alte evenimente fatale. Această concluzie decurge din raționamentul studiului potrivit căruia riscul epidemiologic primar zombi, pe lângă dificultățile de neutralizare, este că populația lor este supusă unei creșteri aproape constante: generațiile de oameni supraviețuitori ar menține probabil o tendință de a hrăni populațiile de zombi, ceea ce duce la creșterea continuă a populației infectate, un fenomen care ar înceta doar cu infecția sau moartea tuturor oamenilor supraviețuitori. Cercetătorii explică că metodele lor de modelare pot fi aplicabile răspândirii opiniilor politice sau a bolilor în stare latentă.  
Zombie Institute for Theoretical Studies (ZITS) este un program care are  loc la Universitatea din Glasgow. Este condus de dr. Austin. Acesta este un personaj creat de universitate pentru a fi fața ZITS. Echipa ZITS este dedicată folosirii științei reale pentru a explica ce s-ar putea aștepta în caz de apocalipsă zombi. O mare parte din cercetările lor sunt folosite pentru a respinge convingerile comune despre apocalipsa zombi, așa cum apar ele în mass-media. Au publicat o singură carte (Zombie Science 1Z) și țin prelegeri publice „de parodie” pe această temă.

### Guvern
Pe 18 mai 2011, Centrul pentru Controlul și Prevenirea Bolilor (CDC) a publicat un articol, Preparedness 101: Zombie Apocalypse --Pregătirea 101: Apocalipsa zombie care oferă sfaturi despre pregătirea pentru a supraviețui unei invazii zombi. Articolul nu pretinde că un focar este probabil sau iminent, dar precizează: „Așa este, am spus apocalipsa zombi. S-ar putea să râzi acum, dar când se va întâmpla vei fi fericit că ai citit asta...“ CDC continuă să rezume referințele culturale la o apocalipsă zombie pentru a sublinia valoarea rezervelor de apă, alimente, consumabile medicale și alte necesități pentru pregătirea oricăror potențiale catastrofe, fie că sunt uragane, cutremure, tornade, inundații sau hoarde de nemorți fioroși care devorează creierul. 
CDC a publicat, de asemenea, un roman grafic, Zombie Pandemic -- Pandemia zombie, alături de o serie de articole înrudite.
În documentul neclasificat intitulat „CONOP 8888”, ofițerii de la Comandamentul Strategic al SUA au folosit un scenariu de apocalipsă zombie ca model de instruire pentru operațiuni, situații de urgență și catastrofe, ca instrument pentru a învăța cadeții despre conceptele de bază ale planurilor militare și pregătirea dezastrelor folosind în mod cert premisa considerată bizară. 

### Vreme
Pe 17 octombrie 2011, The Weather Channel a publicat un articol, „How To Weather the Zombie Apocalypse” care includea un interviu fictiv cu un director de cercetare de la CDD, „Centrul pentru dezvoltarea bolilor”. Bazat pe o atracție sezonieră din zona Atlanta numită The Atlanta Zombie Apocalypse, Weather.com intervievează pe „Dr. Dale Dixon” (referiri subtile la personaje din „The Walking Dead” de la AMC) punând întrebări despre modul în care condițiile meteorologice diferite afectează abilitățile zombi.  Întrebările chestionarului includ „Cum afectează temperatura abilitățile zombi? Fug ei mai repede la temperaturi mai calde? Îngheață dacă se face prea frig?"

## Exemple după media

### Filme
- Noaptea morților vii (1968), Zorii morților (1978), Ziua morților (1985), Pământul morților (2005), Jurnalul morților (2008) și Survival of the Dead (2010) de George A. Romero.[24] Night of the Living Dead a fost refăcut în 1990, Dimineața morții în 2004 și Day of the Dead în 2008. [25]
- Zombi 2 (1979),  film de groază italian, începe cu un grup mic de zombi, care se extinde pentru a devora un întreg oraș.[26]
- După 28 de zile (2002) și continuarea sa După 28 de săptămâni (2007), în care un virus „furibund” creat de om este dezlănțuit în Marea Britanie și apoi în Europa continentală. [27] [28]
- Seria de filme Resident Evil, bazată pe franciza jocului Resident Evil, incluzând Resident Evil: Experiment fatal (2002), Resident Evil 2: Ultimul război (2004), Resident Evil: Dispariția (2007), Resident Evil: Viața de apoi (2010), Resident Evil: Răsplata (2012) ) și Resident Evil: Capitolul final (2016).
- The Zombie Diaries (2006), în care un virus creează o pandemie zombi.[29]
- Fido (2006), o comedie zombie care are loc în anii 1950, în care umanitatea este salvată de la o apocalipsă zombi de o corporație care transformă zombii în servitori personali.[30]
- Planeta terorii (2007), un agent biochimic provoacă o pandemie zombi la nivel mondial.[31] [32] [33]
- Colin (Marea Britanie, 2008), la debutul unei aparente apocalipse zombie, Colin este aparent mușcat și este transformat într-un zombi, cu toate că are amintiri reziduale umane din trecutul recent[34][35]
- Bun venit în Zombieland (2009), o comedie în care Statele Unite sunt răvășite de o pandemie zombi cauzată de o formă mutantă a bolii vacilor nebune, dar un grup mic încearcă să supraviețuiască în timp ce călătorește prin țară într-un parc de distracții din California.[36]
- Ziua Z: Apocalipsa (2012), bazat pe cartea lui Max Brooks
- American Zombie (2007), un mockumentary despre viața de zi cu zi a unei comunități mici de zombi care locuiesc în Los Angeles.[37]
- Lupta cu zombi (2004), o parodie britanică a genului.
- Legenda vie (2007), dr. Robert Neville este aparent singur într-o lume a creaturilor asemănătoare vampirilor, după ce un virus a decimat rasa umană.
- Trenul către Busan (Busanhaeng, 2016), filmul coreean are loc într-un tren spre Busan, când o apocalipsă zombi izbucnește brusc în țară și compromite siguranța pasagerilor. Prequel: Seoul Station (2016)
- Miruthan (2016), cu Jayam Ravi. Filmul descrie o apocalipsă zombi în statul Tamil Nadu, care începe după ce un lichid otrăvitor s-a vărsat dintr-un container în afara unui laborator chimic din Ooty. Karthik este un ofițer de poliție rutieră care află de focar atunci când sora lui dispare și se trezește atacat de niște zombi. El face echipă cu niște medici și prietena lui pentru a scăpa din Ooty și pentru a găsi un remediu pentru focar, în timp ce zombii se răspândesc din oraș în oraș.
- Office Uprising (2018). Un lucrător de la o fabrică de arme descoperă că o băutură energizantă militară îi transformă pe colegii săi în zombi.
- Zombieland 2 (2019), sequel al Bun venit în Zombieland
- Peninsula (Bando, 2020), sequel al Trenul către Busan

### Benzi desenate
- Seria de benzi desenate Deadworld de Stuart Kerr și Ralph Griffith, care a început să apară din 1987.[38][39]
- Seria de benzi desenate The Walking Dead de Robert Kirkman, începând cu 2003, descrie povestea supraviețuitorilor dintr-o lume copleșită de zombi.
- Seria manga din 2001-2002, Gyo (ギョ, "pește") de Junji Ito, prezintă o abordare neconvențională, în care Japonia este devastată de o specie de bacterii experimentale, care construiește „mașini mergătoare” pentru a transporta „sursele de energie” infectate și a răspândi boala. Bacteria infectează inițial viața marină înainte de a suferii mutații  pentru a infecta organismele terestre, inclusiv oamenii.[40]
- Seria de benzi desenate din 2005 Marvel Zombies și continuările sale: Marvel Zombies: Dead Days, Marvel Zombies vs. Army of Darkness, Marvel Zombies 2, Marvel Zombies 3.[41]
- Seria manga/anime Highschool of the Dead (Gakuen Mokushiroku Haisukūru obu za Deddo), din 2006, prezintă un grup de liceeni japonezi prinși în mijlocul unei apocalipse zombie.[42][43]

### Literatură
- Ghid de supraviețuire printre Zombi (2003) de Max Brooks, care detaliază modul în care se poate supraviețui diverselor focare de zombi de dimensiuni mari, inclusiv un focar mondial care distruge civilizația.[44]
- Monster Island, Monster Nation și Monster Planet (2004–2004) de David Wellington,[45]
- Războiul Z (2006) de Max Brooks, care detaliază eforturile umanității de a învinge o apocalipsă zombi la nivel mondial.[46] [47]
- Forest of Hands and Teeth (Pădurea mâinilor și dinților, 2009) de Carrie Ryan, care are loc peste 100 de ani după apocalipsa zombi, într-un sat izolat, înconjurat de o pădure plină de zombi.[48] A fost urmat de două continuări ce au loc câțiva ani mai târziu, The Dead-Tossed Waves (2010) unde fiica protagonistului primului roman se întoarce în pădure și The Dark and Hollow Places (2011) care mută povestea într-un oraș pe un insulă.
- Pride and Prejudice and Zombies (2009) de Seth Grahame-Smith, care combină romanul clasic Mândrie și prejudecată al lui Jane Austen din 1813, cu elemente ale ficțiunii zombi moderne.[49]
- Warm Bodies (2010) de Issac Marion are loc într-o apocalipsă zombi, dar este spus din punctul de vedere al unui zombi cunoscut doar ca R., care își redobândește umanitatea după ce a dezvoltat o relație cu o fată umană pe care a cruțat-o.[50]
- The Walking Dead: Rise of the Governor (2011) de Robert Kirkman și Jay Bonansinga are loc în universul cărților de benzi desenate The Walking Dead, univers care a fost creat și scris de Kirkman. Prezintă unul dintre cele mai răufăcătoare personaje, Philip Blake, aka „Guvernatorul”, în timp ce el, doi prieteni, fratele său, Brian și fiica sa Penny se luptă să supraviețuiască într-o lume în care o pandemie a nemorților a făcut ca rasa umană să fie depășită. [51]
- Feed (2010) de "Mira Grant" (Seanan McGuire)
- Seria The - de Charles Higson . Zombii sunt oameni afectați de o boală care afectează doar persoanele cu vârsta peste 16 ani.
- The Girl with All the Gifts, Fata cu toate cadourile (2014) de Mike Carey prezintă o lume la 20 de ani de la răspândirea unei infecții fungice care transformă oamenii în "hungries" - „înfometați”. Acesta explorează relația tensionată dintre neinfectați și parțial imuni infectați care își păstrează conștiința, arătând spre un viitor post-uman.

### Televiziune
- Dead Set (2008) implică o pandemie zombi și emisiunea Big Brother UK.[52]
- Highschool of the Dead (serie anime), bazată pe seria manga omonimă.[43]
- Masters of Horror, episodul "Dance of the Dead" (2005), regizat de Tobe Hooper, arată un virus creat de om care provoacă o apocalipsă zombi după Al Treilea Război Mondial.[53]
- Seria The CW Supernatural arată planul final al lui Lucifer de a răspândi un virus zombi (Crotoan Virus) pe Pământ, pentru a transforma umanitatea în zombi, ceea ce ar duce la dispariția oamenilor și la domnia lui Lucifer pe Pământ împreună cu îngerii săi.
- Seria The Walking Dead: Invazia zombi, bazată pe seria omonimă de benzi desenate, și seria spin-off, Fear the Walking Dead.
- Z Nation, comedie de groază cu zombi. Un mic grup de oameni trebuie să ducă în siguranță din New York în California singurul supraviețuitor cunoscut care nu s-a transformat. În California există ultimul laborator viral funcțional care are nevoie de sângele acestuia pentru a crea un antidot.
- Seria Fear the Walking Dead din universul fictiv The Walking Dead
- Seria limitată (10 episoade) The Walking Dead: World Beyond din universul fictiv The Walking Dead
- Vara întunecată (2019), o mamă este separată de fiica ei în timpul unei apocalipse zombie.[54]
- Suntem morți cu toții (2022)

### Jocuri video
- Abomination: The Nemesis Project - joc video de tactică în timp real/de acțiune
- Contagion - un joc la persoana I - multiplayer, joc de groază de supraviețuire, care este „succesorul spiritual” al lui Zombie Panic!:  Source.
- Dead Island - un joc la persoana I; joc de acțiune-aventură cu accent pe lupta corp la corp, amplasat într-o stațiune insulară din Pacific care a fost expusă unui virus zombie.
- Dead Nation - un shoot 'em up pentru PlayStation Network.[55]
- Dead Rising - și continuarea Dead Rising 2 produse de Capcom. Un joc sandbox de aventură în care personajul principal este prins într-un mall plin de zombi și aproape orice poate fi găsit în mall poate fi folosit ca armă.[56]
- Dying Light - un joc de parkour
- Fort Zombie - joc third-person shooter  în care trebuie să căutați prin case după echipamente și locații sigure.
- Left 4 Dead - și continuarea Left 4 Dead 2, un shooter cooperativ de groază, la persoana întâi, unde un agent patogen asemănător rabiei infectează omenirea.[5]
- No More Room in Hell - un mod sursă free-to-play, care necesită muncă în echipă și cooperare pentru a scăpa de hoarda de zombi sau pentru a vă apăra cu arme corp de corp sau arme, în scenarii specifice.
- Project Zomboid - Un RPG izometric care vizează un grad de realism. Acesta este dezvoltat într-un mod similar cu  Minecraft.[57]
- seria Resident Evil
- The Last of Us -  joc video de acțiune-aventură la persoana a treia  cunoscut pentru povestea complexă și natura literară.
- The Walking Dead - o serie de aventuri grafice bazată pe benzi desenate omonime. Jocurile au fost considerate ca fiind cele care au întineririt formatului jocului de aventură.[58]
- Urban Dead - joc Free To Play HTML/text-based masiv multiplayer RPG online.
- Zombie Apocalypse - lansat ca titlu descărcabil pentruPlayStation Network și Xbox Live Arcade este un joc shoot-em up. Jucătorul preia controlul a patru supraviețuitori și poate lupta împotriva hoardelor de zombi mutanți ca echipă, salvând alți supraviețuitori și investigând cauza infecției.[59]
- Zombie Panic - conține o echipă umană de zombie și controlată de jucători care luptă unul împotriva celuilalt într-o apocalipsă zombie.[60][61]
- ZombiU - un joc de tip shooter / de supraviețuire la persoana I în care jucătorul își asumă rolul unui supraviețuitor în timpul unui focar de zombi care decimează Londra.

### Jocuri de rol
- All Flesh Must Be Eaten, un joc survival horror role-playing game (RPG) produs de Eden Studios, Inc.[62]
- Yellow Dawn, de David J. Rodger, are loc în viitorul apropiat, la zece ani după ce o misterioasă pandemie globală a umplut orașele cu vaste hoarde de zombi înfometați.[63]
- Dead Reign, publicat de Palladium Books, are loc într-o lume în care zombi de diferite feluri domină planeta [64]

### Muzică
- O parodie zombi a The Beatles, Zombeatles, a început în 2006 cu melodia "Hard Day's Night of the Living Dead" și are loc într-o lume în care zombii au mâncat toți oamenii rămași.[65]
- Albumul formației de death metal technic Brain Drill din 2008 Apocalyptic Feasting are o copertă și cântece care descriu o apocalipsă zombi.
- Toată muzica, versurile și imaginile trupei de  metal/hardcore Zombie Apocalypse se învârt în jurul ideii de apocalipsă zombi.
- Videoclipul din 2008 al trupei Metallica, "All Nightmare Long" prezintă Uniunea Sovietică folosind un spor găsit după Fenomenul Tunguska în Statele Unite pentru a crea în secret o armată de zombi și apoi pentru a-i distruge în mod deschis pe toți, pentru a prelua SUA.[66]
- Trupa de metalcore The Devil Wears Prada a lansat Zombie EP la 24 august 2010. EP-ul cu cinci melodii este despre o apocalipsă iminentă de zombie derivată din interesul puternic al vocalistului principal Mike Hranica pentru acest subiect.[67]
- Melodia lui  Coulton din 2006, "Re:Your Brains", satirizează cultura de birou și cuvintele la modă folosind tema apocalipsei zombie. De altfel, această melodie poate fi redată pe diferite tonomate care se găsesc în  Left 4 Dead 2. Pe măsură ce este redată, este convocată o hoardă de zombi.
- Send More Paramedics a fost o trupă de thrash din Leeds, în nordul Angliei care a fost influențată de filme de groază. Trupa a cântat în stilul crossover din anii 1980, ceea ce au descris ca „Zombiecore ... o fuziune de thrash din anii 1980 și hardcore punk modern”, cu versuri despre zombi și canibalism, și au fost puternic influențați de filmele cu zombi. Pe scenă, s-au îmbrăcat ca zombi.
- Apocalipsa zombie este frecvent descrisă în detaliu explicit în melodiile formației americane de death metal  Cannibal Corpse.
- Trupa de death metal Mortician și-a lansat EP-ul Zombie Apocalypse în 1998, cunoscut mai ales pentru melodia „Zombie Apocalypse”.

### Immersive Theater Experiences
- www.zombieinfection.co.uk - Zombie Infection UK, înființată în 2014 la azilul Newsham din Liverpool, Anglia. Aceste două ore de experiență teatrală îi plasează pe oaspeți într-o situație apocaliptică în care luptă cu nemorții din Marea Britanie.[68][69][70]

## Veziși
- Zombie Squad
- Câte-n lună și în stele, episodul 5

## Legăturiexterne
- US Centers for Disease Control – Zombie tips Arhivat în 14 aprilie 2015, la Wayback Machine.
- The LF Audio Podcast ep07.1 – A discussion about the zombie apocalypse Arhivat în 5 august 2016, la Wayback Machine.
- The LF Audio Podcast ep07.2 – Surviving the zombie apocalypse[nefuncțională]